# 平井将生
平井 将生（ひらい しょうき、1987年12月4日 - ）は、徳島県徳島市出身の元サッカー選手。ポジションはフォワード。

## 経歴
地元の徳島県でサッカーを始め、高校進学の際プロサッカー選手になるべく、中学まで過ごした故郷の徳島を離れ、ガンバ大阪のユースチームでプレーするために単身大阪へと渡った。ユース時代の3年次には前十字じん帯断裂という大怪我に見舞われるが、クラブは将来性と才能を見込んでトップ契約を結び、2006年にガンバ大阪ユースからトップチームに昇格。この年に同時に昇格した6人組（平井、安田理大、横谷繁、植田龍仁朗、伊藤博幹、岡本英也）にはクラブによって「G6」という愛称がつけられていた。
2007年、ゼロックススーパーカップに出場したが、リーグ戦では出場機会を得られなかった。2008年にリーグ戦初出場を果たし、7月2日のナビスコ杯準々決勝横浜F・マリノス戦で公式戦初ゴールを挙げた。将来のエースストライカー候補としてクラブからの期待は大きく、2009年に5年間の長期契約を結んだ。
2010年は、開幕からFWのポジション争いに打ち勝ちレギュラーを掴むと、ACLグループリーグ第3節シンガポール・アームド・フォーシズ戦ではプロ入り初のハットトリックを達成し、リーグ戦でもゴールを量産して得点王争いに加わり、チームトップ、日本人選手では前田遼一に次ぐリーグ5位タイの14得点を挙げる活躍を見せた。『Sports Graphic Number』2010年9月2日号では、トップスピードに到達するまでが早いと評された。2010年のシーズン終了後には、アジアサッカー連盟に提出するAFCアジアカップ2011の日本代表予備登録メンバー50名にも選ばれた。
2011年3月29日に開催されたチャリティーマッチ「東北地方太平洋沖地震復興支援チャリティーマッチ がんばろうニッポン!」では、Jリーグ選抜として出場。同シーズンは外国人FWの起用により、出場機会が減少し、スタメン起用された試合でも途中交代になるケースが多く、僅か5得点に留まった。
2012年よりアルビレックス新潟へ期限付き移籍。しかし新潟ではなかなか結果を出せずにチームも低迷。開幕当初は先発出場も多かったが次第に途中出場が多くなり、最終的にリーグ戦21試合に出場（うち先発4試合）して無得点に終わった。残留争いが佳境に入った25節以降の出場時間はわずか3分、30節以降の終盤4試合はベンチ入りメンバーからも外れた。この成績から新潟社長の田村貢からも「今年のFW補強は失敗」と断言されるが、本人は「試合には出られなかったが充実していた」とコメントを残した。
2013年、ガンバ大阪に復帰。J2第2節長崎戦では2得点を決めたが、その後はスタメンに定着することはできず、終盤は控えメンバーから外れることが多かった。シーズン終了後、契約満了により退団。
2014年、アビスパ福岡へ完全移籍。J1復帰後FWの軸として活動するも1年で降格となった際契約満了となる。
2017年、同じ福岡県内のギラヴァンツ北九州へ完全移籍。しかし翌年は怪我もあり思うような活躍が出来なかったことから、7月にJFL・FCマルヤス岡崎へ期限付き移籍。シーズン終了後両クラブから岡崎へそのまま完全移籍となったことが発表された。
2021年12月、現役引退を発表。

## 人物・エピソード
- 徳島県出身であることから、ゴールパフォーマンスは阿波踊りだが、大宮アルディージャのホームゲームで披露したところ、その試合の実況を担当したTBSアナウンサーの清水大輔が徳島県出身だと知らなかったのか「それは藤本のものだー！ここは大宮のホーム。なんと大胆な…」と実況されてしまった[15]。
- 2010年9月、タレントのもりちえみと結婚[16][17]。
- 好きな背番号は2007年に西野朗監督に与えられた「14」で[18]、メディアからは背番号にちなんで「浪速のアンリ」と呼ばれる[3]。福岡移籍1年目に「7」を背負ったが、当時背番号14だった金森健志が7番を希望しており、平井も14番を付けることを望んだため翌年から背番号が交換された[19]。北九州でも「14」を付けたが、当初期限付きの形で移籍した岡崎では「40」となった。

## 所属クラブ
ユース経歴
- 1994年 - 1999年 上八万SC (徳島市立上八万小学校)
- 2000年 - 2002年 プルミエール徳島SC (徳島市立上八万中学校)
- 2003年 - 2005年 ガンバ大阪ユース (向陽台高等学校)

プロ経歴
- 2006年 - 2013年  ガンバ大阪
  - 2012年  アルビレックス新潟 (期限付き移籍)
- 2014年 - 2016年  アビスパ福岡
- 2017年 - 2018年  ギラヴァンツ北九州
  - 2018年8月 - 年内  FCマルヤス岡崎 (期限付き移籍)
- 2019年 - 2021年  FCマルヤス岡崎

## 個人成績
| 国内大会個人成績 | 国内大会個人成績 | 国内大会個人成績 | 国内大会個人成績 | 国内大会個人成績 | 国内大会個人成績 | 国内大会個人成績 | 国内大会個人成績 | 国内大会個人成績 | 国内大会個人成績 | 国内大会個人成績 | 国内大会個人成績 |
| 年度             | クラブ           | 背番号           | リーグ           | リーグ戦         | リーグ戦         | リーグ杯         | リーグ杯         | オープン杯       | オープン杯       | 期間通算         | 期間通算         |
| 年度             | クラブ           | 背番号           | リーグ           | 出場             | 得点             | 出場             | 得点             | 出場             | 得点             | 出場             | 得点             |
| 日本             | 日本             | 日本             | 日本             | リーグ戦         | リーグ戦         | リーグ杯         | リーグ杯         | 天皇杯           | 天皇杯           | 期間通算         | 期間通算         |
| ---------------- | ---------------- | ---------------- | ---------------- | ---------------- | ---------------- | ---------------- | ---------------- | ---------------- | ---------------- | ---------------- | ---------------- |
| 2006             | G大阪            | 34               | J1               | 0                | 0                | 0                | 0                | 1                | 0                | 1                | 0                |
| 2007             | G大阪            | 14               | J1               | 0                | 0                | 0                | 0                | 0                | 0                | 0                | 0                |
| 2008             | G大阪            | 14               | J1               | 8                | 0                | 1                | 1                | 1                | 0                | 10               | 1                |
| 2009             | G大阪            | 14               | J1               | 1                | 0                | 0                | 0                | 0                | 0                | 1                | 0                |
| 2010             | G大阪            | 14               | J1               | 30               | 14               | 2                | 0                | 4                | 2                | 36               | 16               |
| 2011             | G大阪            | 14               | J1               | 21               | 5                | 2                | 0                | 1                | 0                | 24               | 5                |
| 2012             | 新潟             | 14               | J1               | 21               | 0                | 6                | 2                | 1                | 0                | 28               | 2                |
| 2013             | G大阪            | 14               | J2               | 17               | 4                | -                | -                | 2                | 1                | 19               | 5                |
| 2014             | 福岡             | 7                | J2               | 42               | 3                | -                | -                | 1                | 0                | 43               | 3                |
| 2015             | 福岡             | 14               | J2               | 15               | 2                | -                | -                | 1                | 0                | 16               | 2                |
| 2016             | 福岡             | 14               | J1               | 31               | 2                | 5                | 3                | 0                | 0                | 36               | 5                |
| 2017             | 北九州           | 14               | J3               | 18               | 2                | -                | -                | 1                | 2                | 19               | 4                |
| 2018             | 北九州           | 14               | J3               | 9                | 0                | -                | -                | -                | -                | 9                | 0                |
| 2018             | マルヤス         | 40               | JFL              | 8                | 0                | -                | -                | -                | -                | 8                | 0                |
| 2019             | マルヤス         | 14               | JFL              | 27               | 7                | -                | -                | -                | -                | 27               | 7                |
| 2020             | マルヤス         | 14               | JFL              | 7                | 0                | -                | -                | 3                | 1                | 10               | 1                |
| 2021             | マルヤス         | 14               | JFL              | 14               | 1                | -                | -                | -                | -                | 14               | 1                |
| 通算             | 日本             | 日本             | J1               | 112              | 21               | 16               | 6                | 8                | 2                | 136              | 29               |
| 通算             | 日本             | 日本             | J2               | 74               | 9                | -                | -                | 4                | 1                | 78               | 10               |
| 通算             | 日本             | 日本             | J3               | 27               | 2                | -                | -                | 1                | 2                | 28               | 4                |
| 通算             | 日本             | 日本             | JFL              | 56               | 8                | -                | -                | 3                | 1                | 59               | 9                |
| 総通算           | 総通算           | 総通算           | 総通算           | 269              | 40               | 16               | 6                | 16               | 6                | 301              | 52               |

その他の公式戦
- 2007年
  - スーパーカップ 1試合0得点
- 2010年
  - スーパーカップ 1試合0得点
- 2018年
  - 福岡県サッカー選手権大会 1試合0得点

| 国際大会個人成績 | 国際大会個人成績 | 国際大会個人成績 | 国際大会個人成績 | 国際大会個人成績 | FIFA      | FIFA      |
| 年度             | クラブ           | 背番号           | 出場             | 得点             | 出場      | 得点      |
| AFC              | AFC              | AFC              | ACL              | ACL              | クラブW杯 | クラブW杯 |
| ---------------- | ---------------- | ---------------- | ---------------- | ---------------- | --------- | --------- |
| 2006             | G大阪            | 34               | 0                | 0                | -         | -         |
| 2008             | G大阪            | 14               | 1                | 0                | 0         | 0         |
| 2009             | G大阪            | 14               | 1                | 0                | -         | -         |
| 2010             | G大阪            | 14               | 4                | 4                | -         | -         |
| 2011             | G大阪            | 14               | 3                | 0                | -         | -         |
| 通算             | AFC              | AFC              | 9                | 4                | 0         | 0         |

その他の国際公式戦
- 2008年
  - スルガ銀行チャンピオンシップ 1試合0得点
- Jリーグ初出場 - 2008年4月27日 J1第8節 vsヴィッセル神戸（ホームズスタジアム神戸）
- 公式戦初得点 - 2008年7月2日 ナビスコカップ準々決勝 vs横浜F・マリノス（石川県西部緑地公園陸上競技場）[1]
- Jリーグ初得点 - 2010年3月28日 J1第4節 vsベガルタ仙台（万博記念競技場）

## タイトル

### クラブ
ガンバ大阪
- J2リーグ：1回（2013年）
- Jリーグカップ：1回（2007年）
- 天皇杯：2回（2008年、2009年）
- ゼロックススーパーカップ：1回（2007年）
- AFCチャンピオンズリーグ：1回（2008年）
- パンパシフィックチャンピオンシップ：1回（2008年）

ギラヴァンツ北九州
- 福岡県サッカー選手権大会：1回（2017年）

FCマルヤス岡崎
- 愛知県サッカー選手権大会：1回（2020年）

### 個人
- Jリーグ優秀選手賞：1回（2010年）

## 代表・選抜歴
- U-16日本代表
- U-20日本代表
- 日本代表候補 
  - AFCアジアカップ2011予備登録メンバー
- Jリーグ TEAM AS ONE（2011年、Jリーグ選抜）